# Israels Davis Cup-lag
Israels Davis Cup-lag styrs av israeliska tennisförbundet och representerar Israel i tennisturneringen Davis Cup, tidigare International Lawn Tennis Challenge. Israel debuterade i sammanhanget 1949.
Laget brukar spela sina hemmamatcher på Canada Stadium i Ramat Hasharon i Israel. Arenan är känd för tuff publilk, och bra hemmamiljö. Underlaget är hårt efter internationell standard. Det tuffa underlaget och publitrycket har gjort att arenan kallats "Israhell" bland bortalagens spelare.

### Fotnoter
1. ↑  ”Davis Cup / Win in Sweden lifts Israel to record 8th in world rankings”. Haaretz. 24 december 2006. http://www.haaretz.com/hasen/pages/ShArt.jhtml?itemNo=1070067&contrassID=2&subContrassID=6. Läst 21 mars 2010.